# Anselfingen
Anselfingen ist mit 1348 Einwohnern (Stand: Januar 2024) der zweitgrößte Stadtteil von Engen im baden-württembergischen Landkreis Konstanz.

## Geographie

### Geographische Lage
Anselfingen liegt am Fuß des Hohenhewen, einem ehemaligen Vulkanberg mit Burgruine. Das Haufendorf im Hegau ist heute baulich mit der rund ein Kilometer nordöstlich liegenden Stadt Engen verwachsen.

### Ausdehnung des Gebiets
Die Gesamtfläche der Gemarkung Anselfingen beträgt 837 Hektar (Stand: 27. Mai 1970).

### Gliederung
Zu Anselfingen gehört das Dorf Anselfingen, der Aspen(hof) (Einzelhof am nördlichen Gemarkungsrand), der Haldenhof (Kesselhof), der Hauserhof, Siedlung I und II (Aussiedlerhöfe im Nordwesten der Gemarkung), der Hauserhof, Siedlung III und IV (Aussiedlerhöfe am Westrand der Gemarkung), der Hohenhewen (Einzelhof am Nordwesthang des Hohenhewen), das Haus Hugenberg, der Hof Talmühle, die Wolfsgrube (Einzelhof nordwestlich des Dorfes) sowie das aufgegangene Hausen am Ballenberg und die abgegangene Burg Hohenhewen.

## Geschichte
Wie Funde außerhalb des Dorfbereiches beweisen, war die Gemarkung Anselfingen in vorgeschichtlicher Zeit Siedlungsraum. Archäologische Ausgrabungen am Hang des Hohenhewen sowie in der Kiesterrasse südlich Anselfingens ergaben ein für die Region wichtiges Siedlungsgebiet für einen Zeitraum vom 4. Jahrtausend vor bis zum 3. Jahrhundert nach Christus, im Einzelnen für die Stein-, die Urnenfelder-, die Hallstatt-, die Latène- sowie die römische Zeit.
Anselfingen entstand in der Zeit der alemannischen Landnahme, wie sich aus dem Suffix –ingen des Ortsnamens, der so viel wie Siedlung des Ansolf bedeutet, ableiten lässt. Die erste urkundliche Nennung als „Ansolfingen“ aus dem Jahr 965 ist wohl eine Fälschung des 12. Jahrhunderts. Gesichert scheint um 1100 das Erscheinen eines Adelsgeschlechts der Herren von Anselvingen, das sich nach dem Dorf benannte. Ein Vertreter des vermutlich edelfreien Geschlechts ist Ernest von Anselfingen. Anselfingen gehörte immer zur Herrschaft von Hewen und teilte besitzrechtlich deren Schicksal. Auf einen Adelssitz deutet der Flurname „Vor dem Thurn“ hin (Burg Anselfingen).
Anselfingen war früher Grundherrschaft des Klosters Öhningen aus der Schenkung des Grafen Kuno von Öhningen und des Klosters St. Blasien. Im Jahr 1270 wurde auf dem Hohenhewen (Hewen) die Burg Hohenhewen errichtet. Sie diente den Grafen von Lupfen als Raubritternest. 1639 wurde sie durch kaiserlich-bayerische Truppen eingeäschert. Von der Burganlage sind noch Reste erhalten. 1398 kamen die Herrschaftsrechte mit dem Hewen an Österreich, 1405 an die Grafen von Lupfen, Ende des 16. Jahrhunderts an die von Pappenheim und 1660 an die Fürstenberger. Die Oberhoheitlichen Rechte waren strittig mit Nellenburg.
Der noch bestehende Hewener Hof wurde bereits im Jahre 1500 erwähnt.
Mit der fürstlich-fürstenbergischen Herrschaft kam Anselfingen 1806 zu Baden. Anselfingen gehörte 1807 bis 1936 zum badischen Bezirksamt Engen, kam 1936 zum Bezirksamt und 1939 zum Landkreis Konstanz.
Im Jahr 1924 wurden Hausen am Ballenberg und Hohenhewen eingemeindet. Hausen am Ballenberg wurde um 1100 als „Husan“ (Kopie des 12. Jahrhunderts) und 1325 als „ze Husen be Hewen“ genannt. Teile des Gutes kamen um 1100 zum Kloster Allerheiligen bei Schaffhausen, Einkünfte bezog auch das Kloster St. Katharinental. 1538 erwarben es die Grafen von Lupfen. Es war Filial der Pfarrei St. Martin in Engen-Altdorf.
Durch die Gemeindereform in Baden-Württemberg wurde Anselfingen am 1. Januar 1975 ein Stadtteil von Engen.

### Einwohnerentwicklung
Die Einwohnerentwicklung von Anselfingen zwischen 1852 und heute:
| Jahr      | 1852 | 1871 | 1880 | 1890 | 1900 | 1910 | 1925 | 1933 | 1939 | 1950 | 1956 | 1961 | 1970 | 1999 | 2007 | 2020 |
| Einwohner | 432  | 407  | 374  | 390  | 382  | 419  | 493  | 502  | 494  | 612  | 609  | 623  | 641  | 776  | 898  | 1236 |

## Religion
Die katholische Gemeinde Anselfingens gehört zur Seelsorgeeinheit Engen. Die evangelische Christen unterstehen der Pfarrei Engen.

## Politik

### Ehemalige Bürgermeister
- 1800–1821: Sebastian Hirth (Vogt)
- 1821–1831: Georg Engesser (Vogt)
- 1840–1864: Bernhard Berner
- 1864–1865: Ferdinand Traber
- 1865–1871: Josef Dietrich
- 1871–1877: Georg Engesser
- 1877–1886: Lorenz Weh
- 1886–1892: Peter Sprenger
- 1892–1919: August Leiber
- 1919–1928: Karl Bieler
- 1928–1946: Albert Engeßer
- 1946–1948: Kasimir Stump
- 1948–1969: Josef Leiber
- 1969–1975: Herbert Veit

### Wappen
Das Wappen der ehemals selbstständigen Gemeinde Anselfingen zeigt in von Rot und Gold geteiltem Schild oben und unten ein Stern in verwechselten Farben.

## Sehenswürdigkeiten
- Die katholische Kirche St. Nikolaus in Anselfingen wurde 1507 erstmals erwähnt. Die spätgotische Filialkirche von Engen wurde oft umgebaut, zuletzt im 17. Jahrhundert im Stil des Barock als Saalkirche mit Rechteckchor und Südturm. Sie wurde 1961 außen und 1994 innen renoviert. Nebenpatron ist St. Pelagius.
- Das Franzosenkreuz. auf dem Ballenberg erinnert an die Schlacht bei Engen vom 3. Mai 1800. Das ursprüngliche Eichenholzkreuz von 1880 wurde 2008 ersetzt.[7]
- Das Steinkreuz. an der Landesstraße 224 nach Watterdingen ist eine „Zweitverwendung“ eines Kreuzes, das für das Grab eines Jungen geschaffen wurde, der in den letzten Kriegstagen beim Spielen mit einer Handgranate den Tod fand und von dessen Familie an diesem Standort neu aufgestellt wurde.[7]
- Das hölzerne Gedenkkreuz. am Wanderweg zum Hohenhewen ist dem Heimatforscher und Pfarrer Josef Hoh seitens seiner Heimatgemeinde Usterbach gewidmet, der am Südabsturz des Hohenhewen am 23. September 1950 tödlich verunglückte. Das Kreuz von 1951 wurde 1985 hierher versetzt, weil der Berghang, an dem es ursprünglich aufgestellt war, abzurutschen drohte.[7]
- Die St. Wendelin-Kapelle ist eine Hofkapelle bei den Hauserhöfen und wurde 1935 erbaut. Die Kapelle birgt eine Gedenktafel für die Gefallenen der umliegenden Höfe in den letzten Kriegen, die der Engener Maler Emil Dannecker gemalt hat. Die figürliche Schnitzdarstellung des heiligen Wendelins wurde ebenfalls 1935 angefertigt.[7]
- Das Alte Schulhaus. in Anselfingen wurde im Jahr 2000 zu einem Bürgerhaus umgebaut.
- Burg Anselfingen
- Ruine Hohenhewen